# Sân bay Billund
Sân bay Billund (IATA: BLL, ICAO: EKBI) là một sân bay ở Billund (bán đảo Jutland), Đan Mạch. Sân bay này phục vụ các chuyến bay chở hành khách, vận chuyển hàng hóa và bay thuê bao. Sân bay này gần công viên giải trí Legoland ở Billund tạo điều kiện để thu hút khách đến công viên này. Năm 2007 đã có 2.262.125 lượt khách và 58.617 tấn hàng hóa qua sân bay này.

## Lịch sử
Sân bay Billund được xây dựng năm 1964 và khai trương ngày 1 tháng 11 cùng năm. Lúc đầu sân bay chỉ có 1 đường băng dài 1.660 m, rộng 45 m cho máy bay cất cánh và hạ cánh với 1 tháp kiểm soát không lưu. Các hành khách ban đầu được phục vụ trong hangar của hãng sản xuất đồ chơi Lego. Mùa xuân năm 1966 nhà ga hành khách đầu tiên ở phía nam đường băng được đua vào sử dụng.
Hãng hàng không đầu tiên có chuyến bay thường xuyên đến đây là SAS, với các chuyến bay trong nước đến Copenhagen. Chuyến bay quốc tế đầu tiên được thực hiện để chở một số thủy thủy đến một con tàu ở Italia.
Chuyến bay vận chuyển hàng hóa đầu tiên bắt đầu cuối thập niên 1960 khi. Khi máy bay Boeing 747 bắt đầu hoạt động năm 1970, các hãng hàng không vận chuyển hàng hóa từ châu Mỹ và châu Á chọn sân bay Billund làm một điểm trung chuyển giữa châu Á và châu Mỹ. Do đó, năm 1971 đường băng đã được kéo dài tới 3100 m. Năm 2002, nhà ga thứ hai được khai trương và nhà ga 1 được chuyển thành nhà ga chỉ dành cho vận chuyển hàng hoá.
Sân bay Billund do Công ty cổ phần Billund Lufthavn A/S làm chủ. Từ ngày 1.1.2007, vốn của các cổ đông như sau: thị xã Vejle 34,3%, thị xã Kolding 25,9%, thị xã Billund 15%, thị xã Horsens 10,7%, thị xã Fredericia 6,9%, thị xã Hedensted 6,1%, thị xã Ikast-Brand 1%, thị xã Skandeborg 0,1%

## Năng lực
Sân bay này phục vụ trung bình 2 triệu lượt khách mỗi năm và hàng triệu pound hàng hoá. Sân bay Billund có thể phục vụ các loại máy bay lớn như Boeing 747.

## Các hãng hàng không và các điểm đến

### Các hãng vận chuyển khách thường xuyên và thuê bao
- airBaltic (Riga) [starts 1st May, 2008]
- Atlantic Airways (Vagar)
- British Airways
  - cung cấp bởi Sun Air of Scandinavia (Aarhus, Brussels, Düsseldorf, Edinburgh, Gothenburg-Landvetter, Helsinki, Manchester, Oslo, Paris-Charles de Gaulle)
- Bulgarian Air Charter (Bourgas, Plovdiv) seasonal
- Cimber Air (Bergen, Berlin-Tegel, Copenhagen, München, Oslo, Stockholm-Arlanda, Tirgu Mures)
- DAT - Danish Air Transport (Stavanger)
- Iceland Express (Reykjavík-Keflavík)
- Icelandair (Reykjavík-Keflavík) charter
- KLM Royal Dutch Airlines
  - operated by KLM Cityhopper (Amsterdam)
- Lufthansa
  - cung cấp bởi Cirrus Airlines (Frankfurt)
- North Flying
- Ryanair (Alicante, Birmingham [bắt đầu tháng 6 năm 2008], Dublin, Edinburgh [Begins September 08], Girona, London-Stansted, Madrid, Milan-Bergamo, Pisa, Valencia)
- Sterling Airlines (Alicante, London-Gatwick, Málaga, Nice, Palma de Mallorca, Paris-Charles de Gaulle, Rome-Ciampino)
- UPG-Airservice (Lviv)

### Các hãng hàng hóa
- Antonov Airlines
- Cargo Lion
- DHL
- Fed Ex
- Heavy Lift
- KLM Cargo
- Kitty Hawk Aircargo
- Lufthansa Cargo
- UPS
- Volga-Dnepr